# Hohol

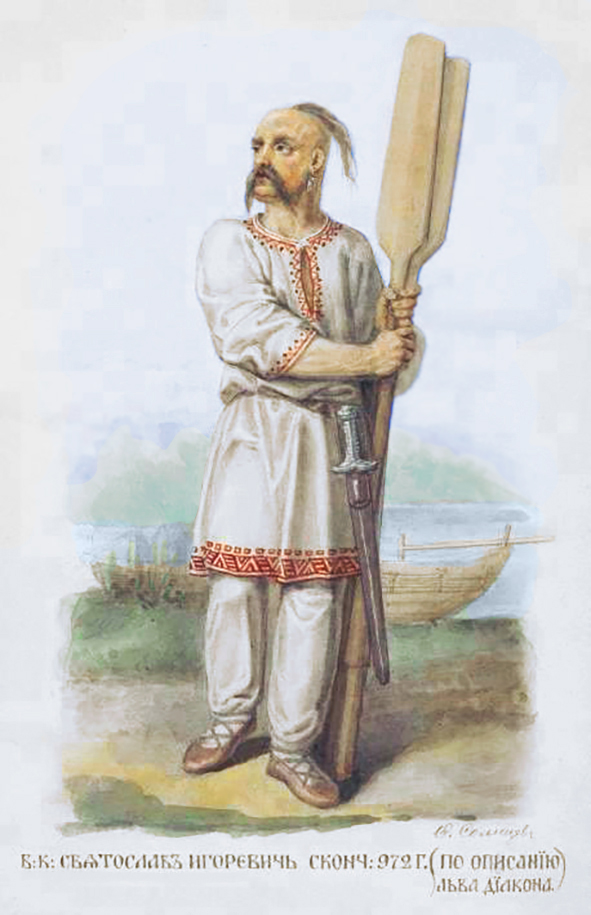
I. Szvjatoszláv kijevi fejedelem 1869-es ábrázolása hohol hajviselettel

A hohol (oroszul: хохо́л; lengyelül chachoł, ukránul: хохол) jellegzetes, hagyományos kozák hajviselet, egyúttal az orosz nyelvben az ukránok pejoratív megnevezése. A hajviselet az ukrán eredetű oszeledec (ukránul: оселедець), illetve csub (ukránul: чуб) néven is ismert.
A hohol szó szerint gabonaszárból álló kévét vagy gabonaköteget jelent, és egy régi szláv szóból származik. Az ukránok leírására használt kifejezés eredetileg a kozákok által viselt szokásos hajviseletre, az úgynevezett oszeledecre, magyarul üstökre vonatkozott. Bár elsősorban az oroszok használták az ukránok becsmérlésére, időnként, különösen a 19. században, az ukránok önmegjelölésként is használták. Ezekben az összefüggésekben a hohol kifejezés megjelent az ukrán irodalomban, főként olyan írók történelmi irodalmi műveiben, mint Alekszandr Petrovics Dovzsenko ("Eh, te, hohol. Te csak viccelnél") és Zinajida Tulub ("A mi hoholjaink mindig bajuszt viselnek"). A 20. században a kifejezést az ukránok az oroszosodó ukránok dehonesztáló, megvető becézéseként kezdték használni.
A hohol egyben ukrán kozák vezetéknév is (ukránul: Го́голь).

## A hohol és a cenzúra
A hohol szónak eredetileg nem volt negatív jelentése, az orosz szépirodalomban többször megjelenik. Az Orosz Tudományos Akadémia orosz nyelvi fakultása szerint 19. században Szibériában az ukránok magukra is használták, az oroszok viszont a fehéroroszokat és a Dél-Oroszországból betelepülő nagyoroszokat is nevezték így, tehát a hohol nem sértés. A mai orosz irodalmi nyelv szótára (Словарь современного русского литературного языка) szerint a hohol kifejezésnek korábban volt dehonesztáló jelentése, de később tréfássá vált – ez a definíció azonban valószínűleg azzal függ össze, hogy a megjelenés idején nem volt nyílt orosz–ukrán nemzetiségi konfliktus.
Az ukránok magukra is használják a hohol* kifejezést, például az egyik, a Krím-félsziget annektálása után az oroszoknak üzenő dalukban így (részlet):
| А тут хохлы оборзели и захотели свободы.          | De itt a hoholok* kijózanodtak és szabadságra vágytak    |
| И свергнули президента, а в общем – просто урода. | És elkergették az elnököt, és egyáltalán – szörnyűség    |
| Но в самый тяжкий момент вы Крым у нас отобрали.  | De a legnehezebb pillanatban elvettétek tőlünk a Krímet. |
| Такого в спину удара от вас мы просто не ждали.   | Ilyen hátba szúrást egyszerűen nem vártunk tőletek.      |

Ugyanebben az időben a Facebook törölte Makszim Kszenzov, az oroszországi telekommunikációt, információs technológiákat és tömegkommunikációt felügyelő hivatal, a Roszkomnadzor elnökhelyettesének egyik posztját, mivel abban használta a hohol szót. Kszenzov erről azt írta, hogy zaporizzsjai születési és neveltetési helye miatt őt is gyakran illették ezzel a szóval. Ezt követően Makszim Kononyenko újságíró Puskin Családfám (Моя родословная) című versének alábbi soraival tesztelte a Facebook cenzorainak éberségét:
| Не торговал мой дед блинами,   | Ősöm nem árult lepénykéket,  |
| Не ваксил царскых сапогов,     | cári csizmákat nem pucolt,   |
| Не пел с придворными дьячками, | hoholból herceggé nem érett, |
| В князья не прыгал из хохлов,  | udvari egyházfi se volt.     |

A kísérlet "sikerrel" járt, Kononyenkót is blokkolta a Facebook.

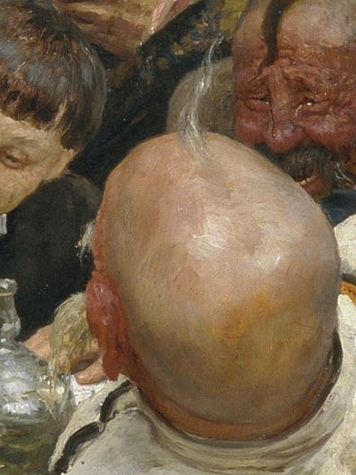
Ilja Jefimovics Repin: A zaporozsjei kozákok levele IV. Mohamednek (részlet)

## Hohol vezetéknévvel rendelkező nevezetes személyek
- Nyikolaj Vasziljevics Gogol (oroszul: Николай Васильевич Гоголь; ukránul: Микола Васильович Гоголь, Mikola Vasziljovics Hohol) ukrán származású orosz író.[7]
- Bert Hohol, kanadai tartományi szintű politikus Alberta tartományból.